# Wolfgang Scheler
Wolfgang Scheler (* 27. Juni 1935 in Gera als Wolfgang Giebner) ist ein deutscher marxistischer Philosoph und war bis zur Entlassung 1990 Kapitän zur See der Nationalen Volksarmee. Er wirkte als Hochschullehrer (1965) und Ordentlicher Professor (1978) an der Militärakademie Friedrich Engels (MAFE) der Nationalen Volksarmee der Deutschen Demokratischen Republik in Dresden (1965–1990).

## Leben

### Herkunft und Ausbildung
Wolfgang Scheler wurde als Wolfgang Giebner am 27. Juni 1935 in Gera geboren. Sein Vater, Hermann Scheler, war als kommunistischer Widerstandskämpfer gegen den Nationalsozialismus im Zuchthaus; es wurde ihm verwehrt, dem Sohn seinen Familiennamen zu geben. Wolfgang beendete die Schule mit dem Abitur.

### Militärische Laufbahn
Im Jahr 1953 trat er in die Kasernierte Volkspolizei (KVP) der DDR ein, wurde Offiziersanwärter an der Kfz.-Schule und schloss diese im Jahr 1955 mit der Ernennung zum ersten Offiziersdienstgrad ab. Im Januar 1956 wurde Wolfgang Giebner in die Nationale Volksarmee übernommen und als Kfz.-Zugführer in das Motorisierte Schützenregiment 1  versetzt.
Im Jahr 1957 war er als Kfz.-Zugführer an der Artillerie-Schule eingesetzt. Nach einem Jahreslehrgang an der Politschule der NVA wurde er als Stellvertreter des Kompaniechefs für politische Arbeit („Politstellvertreter“) in die Kfz.-Kompanie im Kommando der Seestreitkräfte (ab 1960 – Volksmarine) der NVA versetzt.
Am 21. März 1960 nahm er den väterlichen Familiennamen Scheler an.
In den Jahren 1961–1963 studierte Wolfgang Scheler an der Politschule Berlin-Treptow und an der Militärakademie „Friedrich Engels“ in Dresden. Mit einer Fahrenszeit (1963–1965) in der Landungsabteilung der Volksmarine in der Funktion als Oberoffizier für Propaganda schloss er seine Flottendienstzeit ab.

### Wissenschaftlicher Werdegang
Scheler erhielt im Herbst 1965 einen Lehrauftrag als Fachlehrer für Dialektischen Materialismus und philosophische Probleme des Krieges und der Streitkräfte an der Militärakademie „Friedrich Engels“ in Dresden.
Nach planmäßiger Aspirantur (1969–1973) am Institut für Gesellschaftswissenschaften beim ZK der SED wurde Scheler zum  ersten akademischen Titel Doktor der Philosophie (Dr. phil.) promoviert (1973).
Danach war Scheler Hauptfachlehrer für Historischen Materialismus an der Militärakademie „Friedrich Engels“ und wurde dort im Jahr 1974 Leiter des Lehrstuhls Marxistisch-leninistische Philosophie.
Im Jahr 1975 wurde er in den Wissenschaftlichen Rat für marxistisch-leninistische Philosophie der DDR berufen.
Seine Promotion B (1977) zum Doktor der Philosophischen Wissenschaften (Dr. sc. phil.) nach einer Gemeinschaftsarbeit mit Erich Hocke.
Im Jahr 1978 wurde er zum Ordentlichen Professor für Dialektischen und Historischen Materialismus berufen. Im Jahr 1979 erfolgte die Berufung in den Wissenschaftlichen Rat der Militärakademie.
Scheler wurde 1988 Mitglied im Wissenschaftlichen Rat für Friedensforschung an der Akademie der Wissenschaften der DDR.
Im Februar 1990 wurde Wolfgang Scheler in den von Rolf Lehmann an der Militärakademie initiierten Interdisziplinären Wissenschaftsbereich Sicherheit[spolitik] (IWBS) berufen. Dessen Arbeitsergebnisse, darunter Beiträge von Scheler, wurden in der Schriftenreihe der Militärakademie Arbeitspapiere IWBS öffentlich publiziert.
Im März 1990 wurde Scheler Mitglied des Konzils und des Senats der Militärakademie.
Mit der Auflösung der Nationalen Volksarmee im Zuge der staatlichen Einheit Deutschlands wurde er am 30. September 1990 entlassen.

### Nach der Entlassung
Im Oktober 1990 war Scheler Gründungsmitglied der Dresdener Studiengemeinschaft Sicherheitspolitik e. V. (DSS), war Vorstandsmitglied (1990–1993), langjährig Stellvertreter des Vorstandsvorsitzenden (1994–2005), wirkte als ihr Vorsitzender (2005–2015) und als einer der Liquidatoren bei Auflösung des Vereins (DSS i. L., 2016–2017). Scheler publizierte eigene Beiträge in 48 Heften der DSS-Arbeitspapiere.
Im Jahr 1991 beteiligte er sich an der Gründung der Rosa-Luxemburg-Stiftung Sachsen e. V. und nachfolgend bis zum Jahr 2005 an der Leitungstätigkeit des Arbeitskreises Dresden der Stiftung, speziell zur inhaltlichen Gestaltung und Organisation philosophischer und friedenspolitischer Veranstaltungen.

### Auszeichnungen in der DDR
- 1989 „Nationalpreis der DDR“, dritter Klasse im Kollektiv, für seine Beiträge zur marxistisch-leninistischen Theorie über Frieden, Krieg und Streitkräfte.[6]
- 1985 „Friedrich-Engels-Preis“ der DDR, erster Klasse, für hervorragende Leistungen zum Nutzen der sozialistischen Landesverteidigung als Mitglied eines Kollektivs (Autorenkollektiv des Buches Die Philosophie des Friedens im Kampf gegen die Ideologie des Krieges.)[7]
- 1978 „Friedrich-Engels-Preis“ der DDR, dritter Klasse für hervorragende Leistungen zum Nutzen der sozialistischen Landesverteidigung als Mitglied eines Kollektivs.[8]